# Skatowka
Skatowka (ros. Скатовка) – wieś (sieło) w Rosji, w obwodzie saratowskim, w rejonie rowieńskim. W 2021 liczyła 783 mieszkańców.